# アドホックな仮説
アドホックな仮説（アドホックなかせつ、英: ad hoc hypothesis）とは、ある理論が反証されたときに、その反証を否定するためにその理論に後から付け加えられる補助仮説のことである。

## 概説
原語の ad hoc hypothesis は、そのままアドホックな仮説、という意味の表現である。
日本の自然科学者では、（反証主義的な立場に立って、否定的な感情を込めて）「その場しのぎの仮説」などと表現する人もいる。「取ってつけたような仮説」といった表現にまですると俗称にあたる。（中国語では ad hoc は「特設」「即席」などと訳しており、ad hoc hypothese の組み合わせでは「特設仮説」「特設性仮説」などとしている）。
反証主義の立場においては、反証可能性を減少させるようなアドホックな仮説は認められないともされている。すなわち、アドホックな仮説は、しばしば当の仮説（本体）の反証可能性が失われ、結果的に仮説そのものの科学的な地位を消し去ってしまう、とも見なされているのである。
ただし、理論分析などにおいて特定の結論を導くために用いられる仮定については、アドホックな仮定 (ad hoc assumption) と呼ばれており、これに関しては科学的に有益である限り問題ない、ともされている。

## 事例
科学哲学の解説書などでは、この種の仮説として、燃焼に関する「フロギストン仮説」についてのもの（フロギストン説本体にさらにつけ加えられた仮説）が挙げられることが多い。
一般に、ものを燃焼させれば煙が立ち上ることから、なにものか（フロギストン）が燃焼中に放出されているのではないかと見なしたのがフロギストン仮説である。この仮説に従えば、燃焼後の物体は質量が減少しているはずである。フロギストン仮説そのものは、立派に科学的な法則になりうる。
しかし、後にラボアジエによって精密な燃焼実験が行われ、燃焼すれば質量はむしろ増加することが分かった。現代科学の仮説では、燃焼とは酸化のことであり、酸素が加われば質量も大きくなる、ということになるが、それは後の時代になってからの解説である。
この実験結果によりフロギストン仮説は否定されようとしたが、一部の科学者はすぐには仮説を偽であるとは認めず、新たな補足を加えた。それは、「フロギストンはマイナスの質量を持つから、フロギストンが燃焼中に出て行けば逆に質量は増加する」というものだった。
このケースでは、マイナスの質量を検出することが不可能であるため（燃焼の前後の質量を比較する、という方法が提案されたが、それはマイナスの質量を持つことを必ずしも裏付けない）、反証主義の立場では
こういった仮説まで認めると説全体が反証可能性を持たなくなってしまう、とし、このような補足的な仮説をアドホックな仮説と呼んでいる。同主義では、このようなアドホックな仮説まで認めて行くと、科学的に有意義なはずのフロギストン仮説を巡ってただ空疎な議論が展開されることになりかねず、反証可能性を持たなければ一連の仮説の全体が崩れてくるのだ、と説明することが多い。
他の事例としては、天動説に関する周転円、年周視差が観測されないという地動説の反証に関する恒星が遥か彼方にあるという仮説、重力に関する渦動説、エントロピーに関する嘗ての分子的混沌や現在の量子デコヒーレンスなどが挙げられることがある。